# اروه گرانژه-ورون
اروه گرانژه-ورون (فرانسوی: Hervé Granger-Veyron‎؛ زادهٔ ۱۱ ژانویهٔ ۱۹۵۸) شمشیرباز اهل فرانسه است.
وی در مسابقات کشوری و بین‌المللی در مجموع برندهٔ ۱ مدال نقره، ۱ مدال برنز شده‌است.